# 遠東新世紀
遠東新世紀（えんとうしんせいき　英：Far Eastern New Century）は台北市大安区に本社を置き、台湾の大手紡績、化繊、樹脂製品メーカーであり、PETチップの供給者として、アジア最大手、世界第五位である。1949年に「遠東紡織」として創立され、本業の紡績業を築き上げた。

## 概要と沿革
遠東新世紀は、1949年に「遠東紡織株式会社(中: 遠東紡織股份有限公司)」として創立され、本業の紡績業を築き上げた。その後、紡績の原料となるポリエステル化学繊維等産業、さらに、石油化学産業にも進出し、台湾の化学紡績繊維業界においては、初めて上流の石油化学原材料から下流のポリエステル関連製品まで、垂直統合生産システムを確立した会社である。
また、さらに成長するために、経営多角化の理念のもとで小売業、運送業、セメント建材事業、金融業、電信事業や不動産開発・投資事業を含む多くの分野に進出している。2009年に、創立60年を契機に現社名に改名した。

## 製品
- PETレジン
- ボトル /プリフォーム
- APETシート
- シュリンクフィルム
- ステープルファイバー
- フィラメント

## 関連作品
- 遠東グループ